# Nanshe
Nanshe (en sumeri, 𒀭𒀏) va ser la deessa de la ciutat sumèria de Nina, que depenia de la ciutat de Lagaix. Era una divinitat relacionada amb els aiguamolls, el mar, els ocells, els peixos, el benestar i la interpretació dels somnis.
Era la filla d'Enki i de Ninhursag. Estava casada amb Nindara. També se la considerava la deïtat protectora de les vídues i dels orfes.
Les seves habilitats profètiques que explicava a través dels somnis li permetien interpretar el destí tant dels déus com dels homes. Va ensenyar l'art de la profecia als sacerdots babilonis i tenia com a escriba la deessa Nisaba, protectora de l'escriptura.